# Monet n.º 257
Monet n.º 257 es un municipio rural canadiense situado en la provincia de Saskatchewan.

## Superficie
Monet n.º 257 tiene una superficie de 1587,99 km².

## Demografía
En 2021, tenía 432 habitantes, una densidad poblacional de 0,3 hab./km², y 162 viviendas.